# 四明山 (浙江)
四明山，又名句余山，是中国浙江省东北部的一座山脉，为天台山向北延伸的支脉，北接寧紹平原，跨余姚市、宁波市海曙区、奉化区、嵊州市、绍兴市上虞区、新昌縣等县市，山脉整体呈南西-北东走向，为曹娥江和甬江水系的发源地和分水岭。
按孔靈符《會稽記》：四明山高峰軼雲，連岫蔽日，《道書》謂丹山赤水洞天。上有四窗，穴通日月星辰之光。故號四明。
宁波旧称四明，因有四明山之稱。南明遗民志士于此抗清。
四明山主体高度多在600至800米间，东北部余脉多在100-200米间，主峰金钟山位于嵊州境内，海拔1018米。四明山区主要景点包括四明山国家森林公园、雪窦山、四明湖、丹山赤水、四明山竹海森林公园等。

## 延伸阅读
[在维基数据编辑]
 《欽定古今圖書集成·方輿彙編·山川典·四明山部》，出自陈梦雷《古今圖書集成》